# Caipirinha
Caipirinha är en traditionell brasiliansk drink bestående av cachaça, lime, rörsocker och is. Vanligtvis tillreds drinken genom att socker och delade limefrukter stöts med en mortelstöt (muddlare) av trä i ett whiskyglas, därefter tillsätts krossad is och cachaça och man serverar med en drinkpinne och sugrör. Om cachaçan byts ut mot mörk rom får man i stället drinken monte cristo.
Ursprungligen gjordes Caipirinha av cachaça (Pinga), limettsaft, socker och is (Caipirinha de Pinga), men numera tillreds cocktail även med vodka (Caipirinha de Vodka eller Caipiroska) och i södra Brasilien med rödvin (Caipirinha de Vinho) istället för cachaça. När det gäller klassiska cocktailsorter räknas Caipirinha till kategorin sour. Ursprungligen är Batida de Limão den typ av Caipirinha som är fri från fruktkött.